# Reasnor (Iowa)
Reasnor – miasto w Stanach Zjednoczonych, w stanie Iowa, w hrabstwie Jasper. W 2000 roku liczyło 194 mieszkańców.